# Kaperssauce
Kaperssauce består af kapers, jævn brun skysovs (brun sovs) og nogle gange paprika. Bruges som tilbehør til kød- og fiskeretter.
| Mad og drikke | Spire Denne artikel om mad og drikke er en spire som bør udbygges. Du er velkommen til at hjælpe Wikipedia ved at udvide den. |

|  | Denne artikel om mad eller drikke kan blive bedre, hvis der indsættes et (bedre) billede. Du kan hjælpe ved at afsøge Wikimedia Commons for et passende billede eller lægge et op på Wikimedia Commons med en af de tilladte licenser og indsætte det i artiklen. |